# Освулф
Освулф (англ. Oswulf; убит 24 июля 759) — король Нортумбрии в 758—759 годах из династии Идингов.

## Биография
Освулф, сын Эдберта, стал королём Нортумбрии после того как его отец в 758 году отрёкся от престола и удалился в Йоркский монастырь. Несмотря на долгое правление отца и поддержку своего дяди, архиепископа Йоркского Эгберта, Освулф не смог надолго сохранить за собой трон. Он был убит в течение года после прихода к власти членами своей семьи, его же придворными или телохранителями в Маркет Вейтоне 24 июля 759 года.
Согласно «Historia regum Anglorum et Dacorum» Симеона Даремского и Англосаксонской хронике, брат Освулфа Освин был убит 6 августа 761 года в бою у Элдон Хиллс (юг современной Шотландии) против Этелвалда Молла, который захватил трон после смерти Освулфа.